# June Elvidge
June Elvidge (30 de junio de 1893 – 1 de mayo de 1965) fue una actriz de cine mudo de principios del siglo XX de St. Paul, Minnesota. Tenía ascendencia inglesa e irlandesa.

## Biografía
Elvidge debutó con Passing Show of 1914, producida por Sam Shubert en el Winter Garden Theatre en Nueva York. Fue notable por interpretar papales mujer fatal en películas mudas como The Lure of Woman (1915) y The Poison Pen (1919). También apareció en wésterns como The Price of Pride (1917) ay The Law of the Yukon (1920). En toda su carrera actuó en setenta películas antes de la llegada del cine sonoro. Tras concluir su carrera cinematográfica en 1924, Elvidge recorrió América con el Orpheum Circuit, Inc., haciendo vodevil. Se retiró del mundo del espectáculo en 1925. 
Elvidge murió a los 72 años en 1965 en la Mary Lee Nursing Home en Eatontown, New Jersey.

## Filmografía destacada
- La Bohème (1916)
- A Girl's Folly (1917)
- The Whip (1917)
- Beauty's Worth (1922)
- Beyond the Rocks (1922)
- The Impossible Mrs. Bellew (1922)
- Quincy Adams Sawyer (1922)
- Forsaking All Others (1922)
- The Woman Conquers (1922)
- The Prisoner (1923)